# 간병인
간병인(看病人, 영어: unlicensed assistive personnel, UAP)은 거동이 불편한 환자 등 거동과 활동을 마음대로 할 수 없는 중환자를 간병하는 직업이다. 따라서 일정한 시간에만 환자에게 주사를 놓는 등 간호를 하는 간호사(RN)와 달리 누구나 할 수 있고 의료법상 의료인이 아니다.

## 수행 직무
거동이 불편한 환자나 노인, 장애인을 대상으로 목욕하기, 옷입히기, 식사 돕기, 약물 투여 돕기, 배설활동 보조하기 등의 서비스를 수행한다.
환자의 체위를 변경시키고 운동을 보조한다.
간병대상인의 주거환경을 청소하고 병실청소 및 침대시트 교체, 습도조절 등 주변 위생을 관리한다.
의사 및 간호사의 지시에 따라 체온, 맥박 및 호흡수를 측정하여 기록하며, 환자의 상태를 관찰하여 보고한다.
관장, 알콜마찰, 찜질 등을 시술하고, 간단한 재활훈련(산책, 병원동행, 보행훈련 등)을 수행한다.
수행직무 참고

## 같이 보기
- 간호조무사(CNA)
- 간호학
- 요양병원(convalescent hospital)